# Gustaf Snygg
Johan Gustaf Emil Snygg (i riksdagen kallad Snygg i Säter), född 5 mars 1896 i Bergs församling i Kronobergs län, död 31 juli 1960 i Säter, var en svensk uppsyningsman och riksdagspolitiker.
Gustaf Snygg var ledamot av första kammaren 1950-1960, invald i Kopparbergs läns valkrets.